# Johannes Schoch
Johannes Schoch (* um 1550 in Königsbach (Enzkreis); † 1631 in Straßburg, auch Hans Schoch) war ein berühmter deutscher Renaissancebaumeister, dessen architektonisches Schaffen vor allem in Durlach, Straßburg und Heidelberg stattfand. Johannes Schoch gilt als einer der bedeutendsten Baumeister Süddeutschlands.

## Biografie

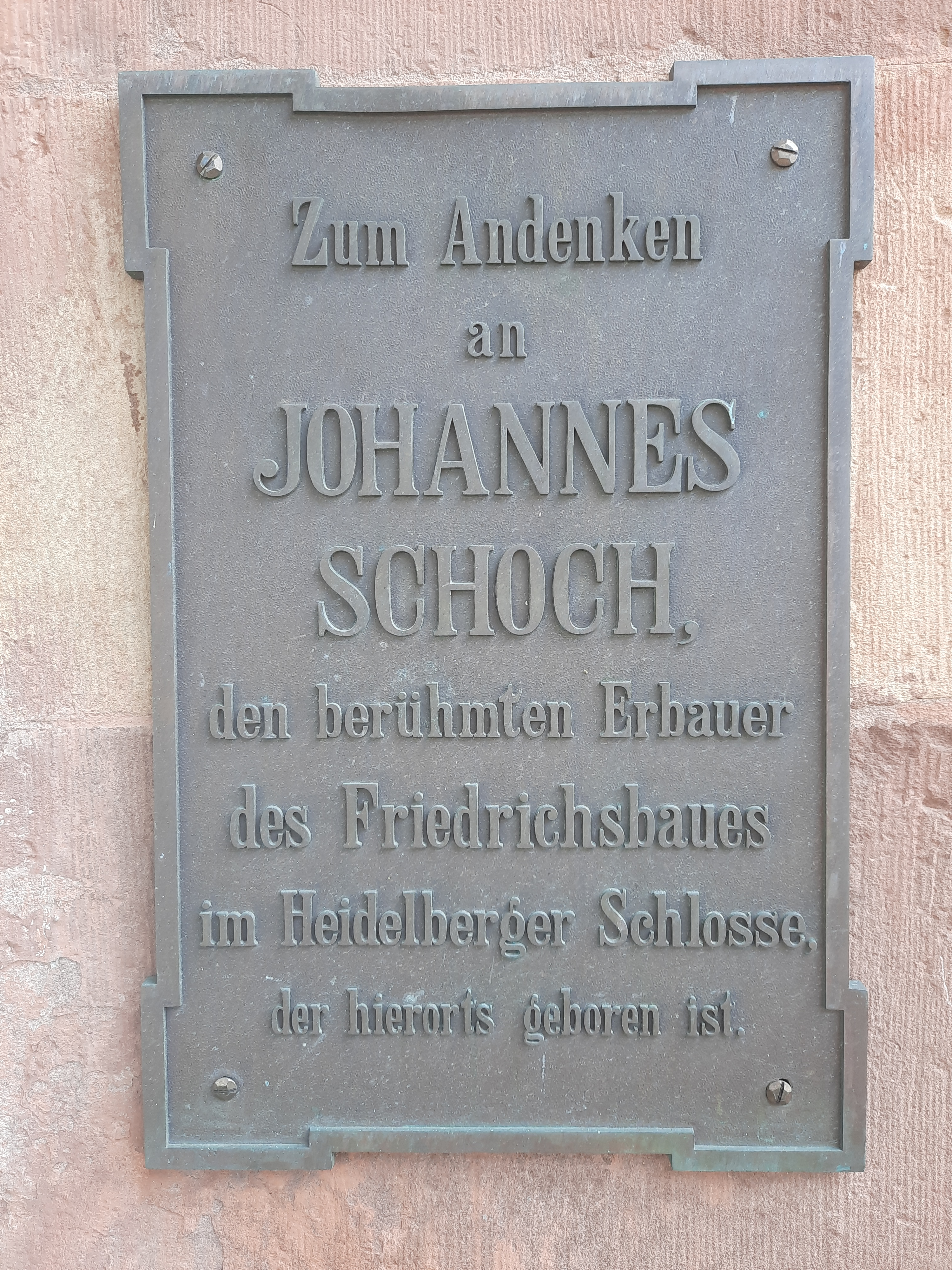
Erinnerungstafel an Johannes Schoch in Königsbach

Johannes Schoch wurde um 1550 als Sohn eines Vorstehers einer Täufergemeinde in Königsbach geboren. Über seine Jugend und Lehrzeit ist praktisch nichts bekannt. Vermutlich begab er sich als Handwerksgeselle, wie es damals üblich war, auf Wanderschaft und kam so nach Straßburg. Schoch erwarb in Straßburg das Bürgerrecht, wo er 1572 seine Frau Anna Knoll heiratete, bekannt ist auch sein dortiges Wirken als Zimmerergeselle. Bald stieg Johannes Schoch zum Mühlenmeister auf. Schoch baute auch in seiner Heimat zwischen 1574 und 1576 für Erasmus von Venningen verschiedene Objekte. 1577 bewarb sich Johannes Schoch erfolgreich als Werkmeister des städtischen Zimmerhofes in Straßburg und war als solcher am Bau des „Neuen Baus“ beteiligt. Wenig später baute er die große Stadtmetzig. Die berufliche Wende trat 1582 ein, als ihm die badische Herrschaft eine Stelle als fürstlichen Baumeister in Durlach anbot. Möglicherweise geschah dies über Erasmus von Venningen, für den Schoch 1574 bis 1576 als Mühlenbauer gearbeitet hatte. In diese Zeit fällt der Bau des Durlacher Gymnasiums. Schon 1585 kam Schoch wieder nach Straßburg, denn dort wurde ihm die lukrative Stelle eines Lohnherren übertragen. Ab 1590 bis 1597 wirkte Schoch als Stadtbaumeister in Straßburg. 1597 wurde Schoch aus seinem Amt entlassen, worauf ihn Kurfürst Friedrich IV. nach Heidelberg berief.
Als kurfürstlicher Hofbaumeister in Heidelberg wirkte er dort von 1601 bis 1619 und baute den Friedrichsbau, sein berühmtestes Werk. Ab 1620 taucht der Name Johannes Schoch wieder in der Funktion als Straßburger Stadtbaumeister auf, aber am 15. September 1627 setzte er sich zur Ruhe und verbrachte den Rest seines Lebens in seiner Straßburger Wahlheimat.

## Bedeutende Bauten

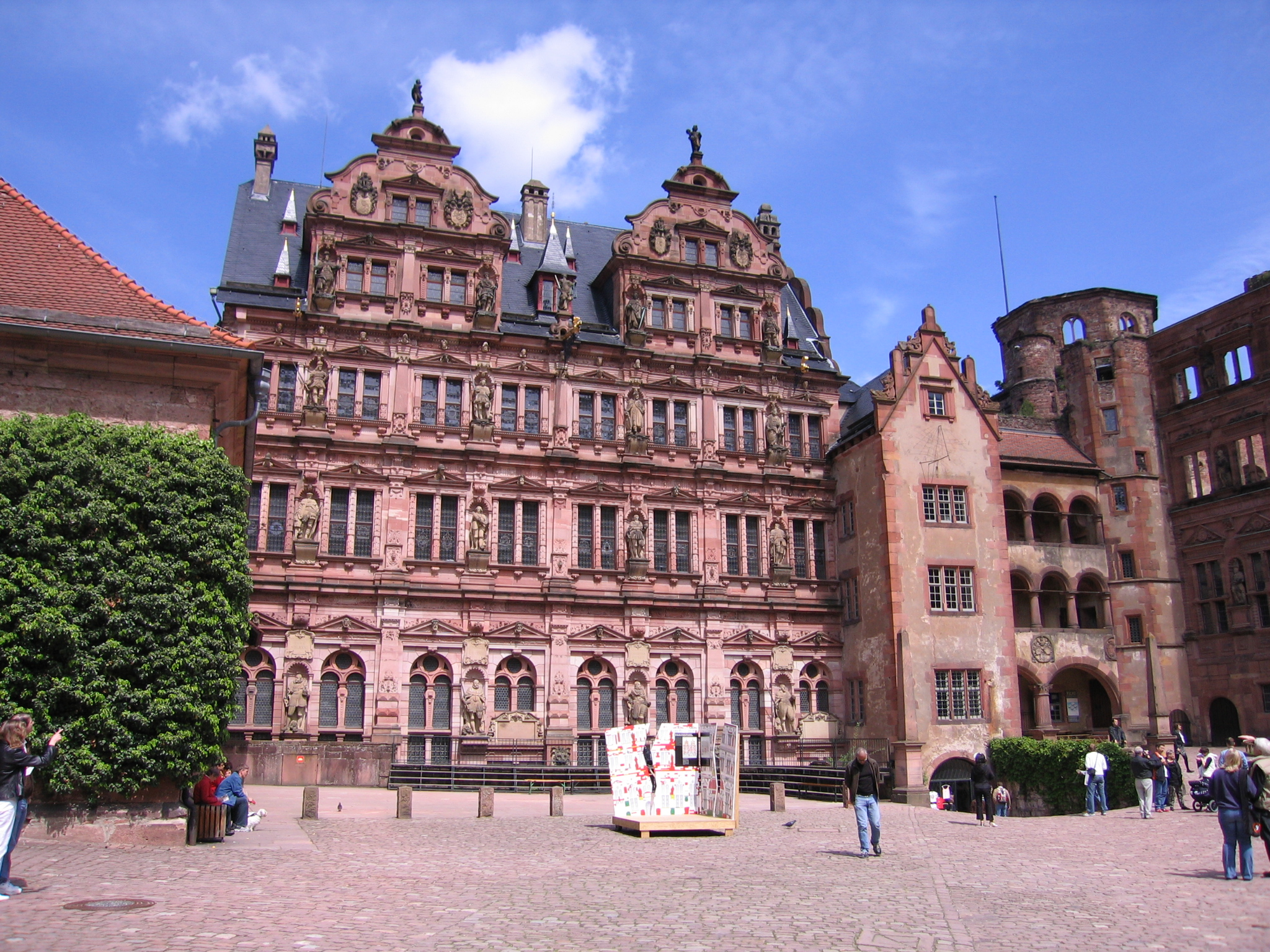
Friedrichsbau des Heidelberger Schlosses

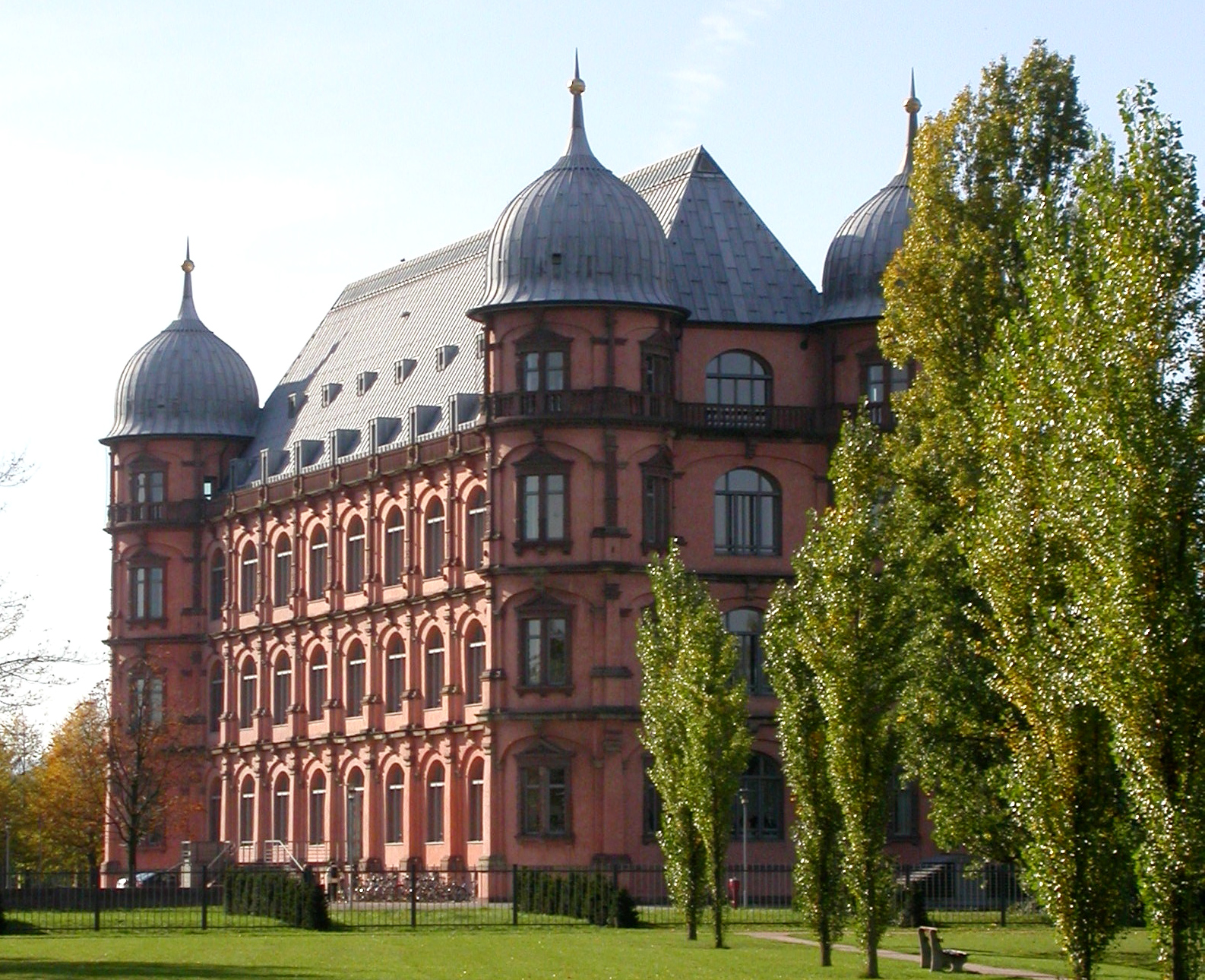
Schloss Gottesaue Karlsruhe (wiederaufgebaut)

- Durlacher Gymnasium, eröffnet 1586
- Schloss Gottesaue in Karlsruhe
- Delphinbrunnen in Ettlingen
- Neuer Bau in Straßburg, 1582–1585, heute Sitz der Handelskammer
- Salzhaus am Domplatz in Straßburg
- Große Metzig in Straßburg
- Schaufront am Friedrichsbau des Heidelberger Schlosses, 1602–1607
- Umgestaltung Kurfürstliches Schloss Amberg, 1603
- Altes Rathaus in Gernsbach, 1617–1618 (Urheberschaft aufgrund von Stilvergleichen vermutet)

## Würdigung
Johannes Schoch ist der berühmteste Sohn Königsbachs. In seinem Geburtsort wurde 1911 eine Gedenktafel am Rathaus angebracht. Die Inschrift lautet: „Zur Erinnerung an Johannes Schoch, dem berühmten Erbauer des Friedrichsbau im Heidelberger Schlosse, der hierorts geboren ist“. Ebenfalls sind eine Straße in Königsbach und die Schule in Königsbach-Stein nach Johannes Schoch benannt.